# Vipsania Polla
Vipsania Polla (I a.C. – Roma, 7 a.C.) è stata una nobildonna romana, figlia di Lucio Vipsanio Maggiore e sorella di Marco Vipsanio Agrippa e Lucio Vipsanio Minore, nonché mecenate della costruzione del Porticus Vipsania.

## Biografia
Nacque nel I secolo a.C. da Lucio Vipsanio Maggiore, in una famiglia di origini umili poi elevata dai successi del fratello Marco Vipsanio Agrippa, braccio destro dell'Imperatore Augusto.
Collaborò con il fratello alla costruzione del Porticus Vipsania, un arco con incisa la mappa dell'Impero romano, e ne continuò da sola i lavori quando questo morì, basandosi sui suoi appunti. Inoltre, si occupò di organizzare gare equestri in memoria del fratello.
Secondo alcuni storici, sposò Quinto Aterio, anche se la maggioranza ritiene che la Vipsania in questione fosse piuttosto Vipsania Attica, una figlia di Agrippa.
Polla morì intorno al 7 a.C.
Si ritiene che Polla possa essere identificata in una delle figure incise sull'Ara Pacis a Roma, ma non c'è concordanza su questo.